# Kahanisme

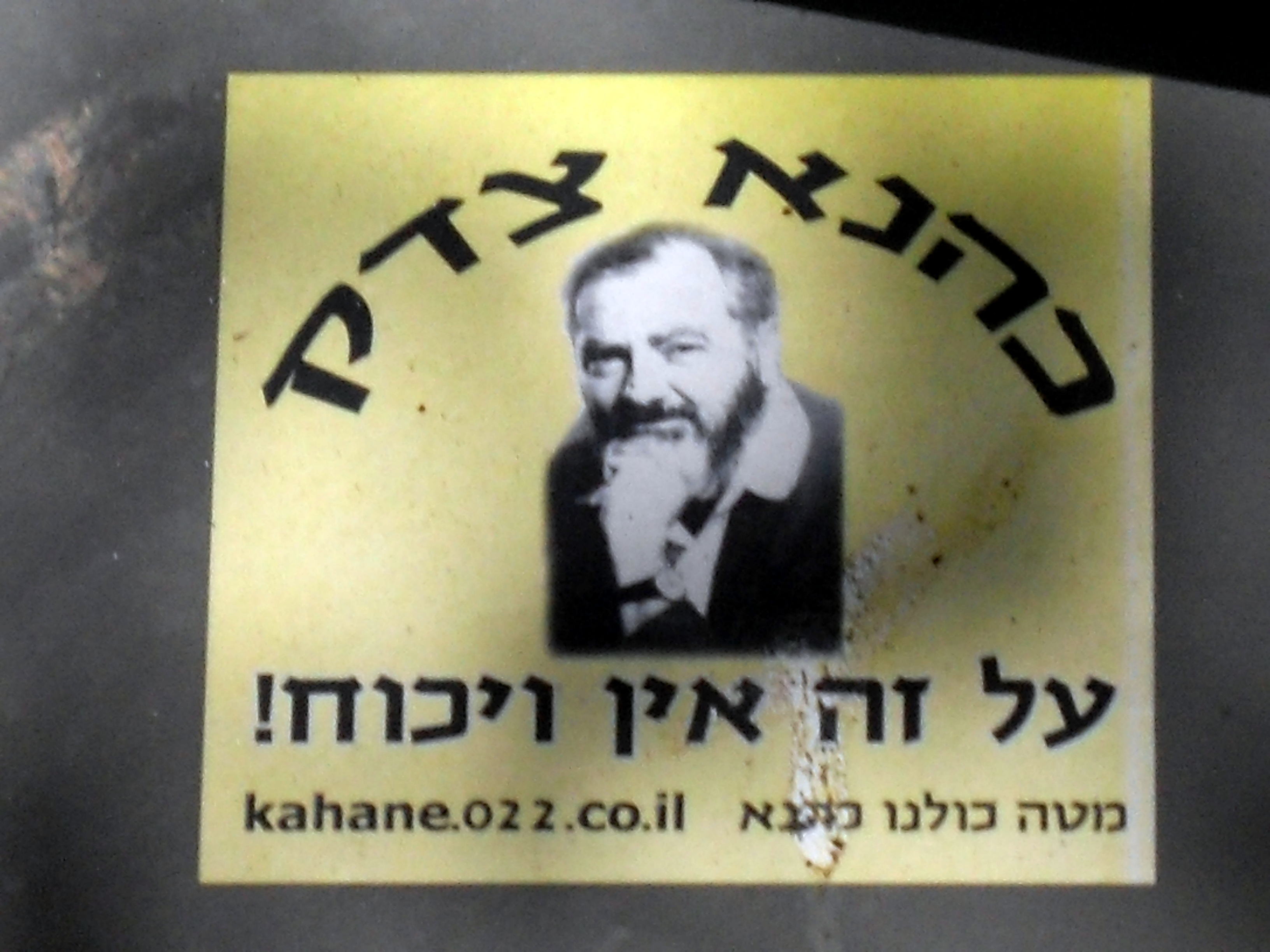
Adhesiu a Jerusalem que diu "Kahane tenia raó, sobre això no hi ha res a debatre"

El Kahanisme és una ideologia política jueva d'extrema dreta basada en la postura de Meir Kahane (1932-1990), fundador de la Lliga de Defensa Jueva i el partit Kach a Israel. Kahane va mantenir la postura que la majoria dels àrabs que vivien a Israel eren enemics dels jueus i d'Israel mateix, i creia en la creació d'un estat jueu teocràtic, on els no-jueus no tinguessin dret de vot. El partit Kach fou prohibit pel govern israelià i el Departament d'Estat dels Estats Units el qualificà com a organització terrorista estrangera. 

## Ideologia
Encara que és difícil definir el kahanisme de manera oficial, el terme s'ha utilitzar per a englobar les posicions enarborades pel rabí Meir Kahane. Les posicions de Kahane van cobrir un ampli rang de temes:
- Aliyà: Kahane creia que tot jueu havia de viure a Israel.
- Antisemitisme: Kahane donava suport al combat immediat i per tots els mitjans necessaris de l'antisemitisme.
- Democràcia: Kahane va escriure que la democràcia seria la millor forma de govern per a aquelles persones mancades d'una veritat divina i uns estàndards absoluts pel bé i el mal.
- Odi i violència: Kahane creia que l'odi i la violència eren terribles, però molt necessaris al moment i lloc adequats.
- Holocaust: Kahana sentia que la història de l'Holocaust s'havia d'ensenyar a la joventut, incloent la necessitat de lluitar contra l'assimilació espiritual, la necessitat de defensar físicament el poble jueu i la importància del que ell va denominar l'Exili.
- Israel: Kahane va proposar que l'Estat d'Israel hauria de forçar la llei jueva tal com va ser codificada per Maimònides, sota la qual els no-jueus que desitgessin residir a Israel haurien de romandre com a ''residents estrangers'' amb tots els drets excepte els nacionals, és a dir, amb l'estat d'estranger-resident amb tots els seus drets excepte els polítics.[4][5] A aquells que no volguessin acceptar-ho se'ls demanaria d'abandonar el país amb una compensació i, els que s'hi neguessin se'ls expulsaria per la força.
- Judaisme: Kahane va posar l'accent en 'com de bell és el judaisme'. Percebia la Reforma i els moviments conservadors com les causes principals de l'assimilació a causa de la seva discontinuïtat de la creença en la Revelació de masses com la pedra base de la teologia jueva.
- Amor pels companys jueus: Kahane emfatitzà la importància dels jueus que estimen, i la seva voluntat de sacrificar-se pels altres germans jueus.
- Orgull: Kahane sentia que els jueus haurien d'abraçar gustosament l'orgull per la seva herència i tradicions.
- Respecte: Kahane va dir que no hi ha res més important que el respecte i va afegir que només un que es respecti a si mateix pot acabar respectant els altres.
- Torà: Kahane va escriure que tot jueu hauria de posseir un coneixement suficient com per ser un rabí qualificat.
- Unitat: Kahane creia que la unitat jueva era el més important, i creia que qualsevol cosa s'havia de fer per tal d'evitar una guerra civil entre jueus.